# Nannobrachium indicum
Nannobrachium indicum és una espècie de peix de la família dels mictòfids i de l'ordre dels mictofiformes.

## Morfologia
- Els mascles poden assolir 8 cm de longitud total.
- Nombre de vèrtebres: 32-34.[4]

## Hàbitat
És un peix marí i d'aigües profundes.

## Distribució geogràfica
Es troba a l'Índic equatorial.